# Arnold Sjöstrand

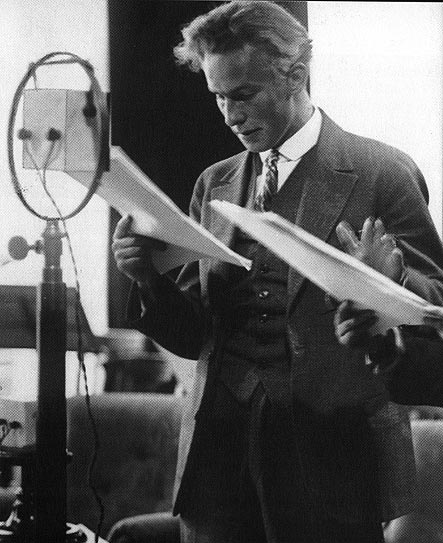
Arnold Sjöstrand

Arnold Sjöstrand (* 30. Juni 1903 in Sundbyberg, Stockholms län; † 1. Februar 1955 in Malmö, Schonen) war ein schwedischer Schauspieler und Filmregisseur. Er spielte in über 30 Kinofilmen mit und inszenierte mehrere Spielfilme selbst, darunter die Dramen Zwei Frauen oder Gefahren der Liebe.

## Leben und Karriere
1903 in Sundbyberg in der Provinz Stockholms län geboren, wandte sich Arnold Sjöstrand Anfang der 1930er Jahre als Schauspieler dem Film zu. Sein Leinwanddebüt gab er in Erik A. Petschlers Film Flickan från Värmland als Erik Björck. Es folgten bis 1955 über 30 weitere Rollen in schwedischen Kinoproduktionen. Darunter 1942 in Alf Sjöbergs Drama Himmelsspiel oder 1947 in dem von ihm selbst inszenierten Spielfilm Zwei Frauen an der Seite von Eva Dahlbeck, für den er bei den Filmfestspielen in Cannes eine Nominierung erhielt. Des Weiteren in den 1950er Jahren in Rauschende Wasser unter der Regie von Ragnar Frisk, 1952 in dem Drama ...und die Wälder schweigen oder als Dr. Almer in seiner Produktion Gefahren der Liebe. Er arbeitete unter anderem mit Regisseuren wie Olof Molander, Bengt Palm, Gösta Werner oder mehrfach mit Arne Mattsson zusammen.
Sjöstrand starb am 1. Februar 1955 im Alter von 51 Jahren in Malmö.
Neben seiner Karriere beim Film sah man ihn auch als Schauspieler auf der Bühne, unter anderem in William Shakespeares Theaterstück Wie es euch gefällt am Malmö City Theater in Schweden.

## Auszeichnungen
- 1947: Nominierung bei den Internationalen Filmfestspielen in Cannes für den Spielfilm Zwei Frauen

## Filmografie (Auswahl)
| - 1931: Flickan från Värmland - 1934: Pettersson - Sverige - 1936: Ungdom av i dag - 1936: Annonsera! - 1937: Klart till drabbning - 1938: Bergslagsfolk - 1940: Den blomstertid... - 1940: Alle man på post - 1941: Bara en kvinna - 1941: Det sägs på stan - 1941: Tänk, om jag gifter mig med prästen - 1941: Hem från Babylon - 1942: Gula kliniken - 1942: Himmelsspiel (Himlaspelet) - 1943: I brist på bevis - 1943: Anna Lans - 1943: Jag dräpte - 1943: Brödernas kvinna | - 1944: Räkna de lyckliga stunderna blott - 1944: Den heliga lögnen - 1944: ...och alla dessa kvinnor - 1945: Rosen på Tistelön - 1946: Ödemarksprästen - 1946: Rötägg - 1947: Jagad - 1947: Zwei Frauen (Två kvinnor) - 1947: Onda ögon - 1948: Ingen väg tillbaka - 1948: En svensk tiger - 1948: Solkatten - 1949: Kvinnor i väntrum - 1950: Rauschende Wasser (Hammarforsens brus) - 1951: Vores fjerde far - 1952: ...und die Wälder schweigen (Starkare än lagen) - 1953: Gefahren der Liebe (Möte med livet) |